# Nemadactylus douglasii
Nemadactylus douglasii is een straalvinnige vissensoort uit de familie van morwongs (Cheilodactylidae). De wetenschappelijke naam van de soort is voor het eerst geldig gepubliceerd in 1875 door Hector.